# Slaney
Slaney (irl. Abhainn km Slaine, w tłumaczeniu „rzeka zdrowia”) – rzeka w południowo-wschodniej Irlandii.
Slaney ma swoje źródło w górze Lugnaquilla w zachodniej części gór Wicklow, po czym płynie na zachód i na południe przez hrabstwa Wicklow, Carlow i Wexford. Rzeka wpada do Kanału Świętego Jerzego (Morze Irlandzkie) w Wexford. Ujście Slaney jest szerokie i płytkie.